# Smith & Wesson M&P10
De Smith & Wesson M&P10 is Smith & Wesson's versie van het AR-10 geweer.